# Euphonia saturata
Euphonia saturata là một loài chim trong họ Fringillidae.